# Kangphu Kang
Kangphu Kang o Shimokangri és una muntanya de la l'Himàlaia. Amb 7.204 msnm és la 107a muntanya més alta de la Terra. El cim es troba a la frontera entre Bhutan i el Tibet.
La muntanya té un cim occidental i un d'oriental connectats per una carena que en cap moment baixa per sota dels 7.000 m. Des del cim inferior occidental (28° 09′ 20″ N, 90° 03′ 48″ E / 28.15556°N,90.06333°E, 7.147 m) s'estén una carena de 15 km cap al nord. La carena principal cau abruptament des del pic oest fins a un coll de 6.040 m, que el separa del Jejekangphu Kang (28° 08′ 43″ N, 90° 01′ 24″ E / 28.14528°N,90.02333°E, 6.965 m). A l'altre costat, la carena principal baixa cap al sud-est del pic de l'est fins a un pas de 6.220 m que duu al Kangphu Kang II o Dop Kang (6.945 m; 28° 08′ 30″ N, 90° 06′ 03″ E / 28.14167°N,90.10083°E).
La primera ascensió no arribà fins al 29 de setembre de 2002, quan una expedició sud-coreana va fer el cim per la cara nord.